# William Niehous
William Frank Niehous (Toledo, Ohio, Estados Unidos, 11 de agosto de 1931-Ottawa Hills, Ohio, 9 de octubre de 2013) fue un empresario estadounidense y jefe de operaciones de Owens-Illinois en Venezuela que fue secuestrado por guerrilleros de izquierda en país el 27 de febrero de 1976. Su secuestro es el más largo en la historia política de Venezuela, permaneciendo cautivo por más de tres años. Tras unos meses, el gobierno dejó de negociar con los secuestradores. Niehous fue encontrado por casualidad por la policía rural el 30 de junio de 1979 cuando buscaban a ladrones de ganado, encadenado a un poste en una cabaña en una provincia del sur.

## Educación y carrera
Nacido el 11 de agosto de 1931 en Toledo, Ohio, se graduó en 1953 de la Universidad de Miami en Ohio y se unió a Owens-Illinois en 1955, tras servir en el ejército. Había gestionado operaciones en Ciudad de México y Madrid antes de aceptar el puesto en Caracas en 1974. Tras retirarse en 1988 como vicepresidente de tecnología de Owens-Illinois, una empresa estadounidense de botellas de vidrio, Niehous se involucró en varias organizaciones en Toledo y ayudó a establecer una escuela secundaria especializada en tecnología.

## Secuestro
Niehous fue señalado por grupos de izquierda como agente de la Agencia Central de Inteligencia (CIA), de tener estrechas relaciones con el embajador de Estados Unidos en Venezuela para ese entonces, Harry Slaudeman y hasta de estar involucrado con el golpe de Estado en Chile de 1973 en contra del presidente Salvador Allende. El 26 de febrero de 1976 fue secuestrado por miembros armados de izquierda del Grupo de Comandos Revolucionarios en su casa, cerca de Caracas, en un operativo denominado «Operación Argimiro Gabaldón. Fue drogado y secuestrado de su casa en Caracas, siendo acusado su empresa de soborno y corrupción con el gobierno venezolano. El grupo marxista Comando Revolucionario Argimiro Gabaldón se atribuyó el secuestro, y los guerrilleros exigieron un rescate de 3,5 millones de dólares, la distribución de alimentos a los pobres y la publicación de una declaración contra Owens-Illinois en periódicos extranjeros.
Su rescate y reunión con su esposa Donna fueron noticia mundial. Durante su cautiverio, Niehous sobrevivió estableciendo metas semanales, enseñando a sus captores a jugar póker y debatiendo con ellos sobre capitalismo y marxismo. Una tendencia de toda la vida a confiar en las personas le llevó a creer en las promesas de sus captores de que no le matarían. Las tensiones entre la empresa y el presidente Carlos Andrés Pérez aumentaron cuando la compañía publicó la declaración en The New York Times, Le Monde y The Times de Londres, lo que llevó al gobierno a cortar la comunicación con los secuestradores y amenazar con nacionalizar las plantas de Owens-Illinois. Niehous nunca vio los rostros de sus captores, quienes usaban máscaras y rotaban en la vigilancia, permaneció cautivo durante tres años, cuatro meses y dos días.
El secuestro causó un efecto inmediato por parte del gobierno de Carlos Andrés Pérez en la búsqueda y rescate de Niehous. El 31 de marzo el canal de televisión RCTV fue cerrado por 72 horas por el gobierno por la divulgación de informaciones exclusivas sobre el secuestro. El 23 de julio el fundador de la Liga Socialista, Jorge Antonio Rodríguez, fue detenido en la avenida Sucre de Caracas, frente al liceo Miguel Antonio Caro, por agentes de la Dirección de los Servicios de Inteligencia y Prevención, por estar involucrado en el secuestro; Jorge Antonio Rodríguez fue torturado y murió el 25 de julio. El diputado Salom Mesa también fue señalado de estar implicado en el secuestro, a quien se le allanó su inmunidad parlamentaria, y estuvo preso por dos años en el Cuartel San Carlos.
El profesor Carlos Lanz también estuvo detenido en el cuartel San Carlos, en Caracas, entre 1977 y 1985 desde donde escribió el libro «El caso Niehous y la corrupción administrativa», donde argumenta que el secuestro del estadounidense se debía a su “injerencia” en los asuntos internos del país. El 29 de junio de 1979 William Niehous fue rescatado por la policía en un rancho cerca de Ciudad Bolívar cuando buscaban a ladrones de ganado. La policía mató a dos hombres armados que lo custodiaban y lo llevó a la estación de policía más cercana, sin saber quién era.
Dos de sus secuestradores, Gabriel Puerta Aponte y Carlos Lanz Rodríguez, se convirtieron en asesores cercanos de Hugo Chávez.

## Últimos años
Niehous regresó a Estados Unidos para trabajar con Owens-Illinois; después se dedicó a la educación y realizó trabajo voluntario en Toledo, Ohio. Murió el 9 de octubre de 2013 en Ottawa Hills, Ohio, a los 82 años, por complicaciones de Alzheimer.

## Vida personal
Además de su esposa, le sobrevivieron dos hijos, Mark y Craig, una hermana, Judith Swayne, y cuatro nietos Su hijo David murió en 2012.